# Hermann Loescher
Hermann Friedrich Emil Loescher, italienisiert Ermanno Loescher, (* 15. Juli 1831 in Lindenau; † 22. November 1892) war ein deutsch-italienischer Buchhändler und Verleger.
Loescher erlernte den Buchhandel in seiner Heimatstadt Leipzig und kam nach Wanderjahren  in Deutschland und Österreich 1857 als erster Sortimenter zur Leipziger Verlagsbuchhandlung von Friedrich Fleischer. 1861 übernahm Loescher die Buchhandlung von Gustav Hahmann in Turin, die er zu einer erfolgreichen Verlagsbuchhandlung in Italien ausbaute. Als Verleger widmete sich Loescher insbesondere der Philologie und verlegte Zeitschriften wie das Archivio di Glottologia, die Rivista di filologia classica und das Giornale Storico della Letteratura Italiana. Die Verlegung der italienischen Regierung nach Florenz und später nach Rom veranlasste Loescher, dort Zweiggeschäfte zu errichten (Florenz 1865, Rom 1870), denen er bis zu seinem Tode als Socius angehörte.
Loescher liegt auf dem Cimitero monumentale in Turin begraben.